# Ottavio Piccolomini
Ottavio Francesco Eugenio Carlo Ferdinando Pio Pieri Piccolomini d’Aragona (Pisa, 11 novembre 1599 – Vienna, 11 agosto 1656) è stato un generale italiano delle truppe imperiali durante la guerra dei trent'anni.

## Biografia
Nato a Pisa e discendente dalla nobile famiglia senese dei Piccolomini, a sedici anni era già picchiere nelle file spagnole. Fu presente anche alla battaglia della Montagna Bianca, dove combatté sotto Bucquoy. Dopo avere lottato in Boemia, Ungheria, Paesi Bassi, andò in Italia con Pappenheim.

### Un generale toscano al servizio dell'imperatore
Tornato in Germania nel 1627, servì sotto Wallenstein, che lo mise al comando della sua guardia del corpo. Piccolomini si distinse alla battaglia di Lützen (1632) e questo lo aiutò nella carriera militare. Più tardi fece parte della cospirazione che portò alla deposizione e all'assassinio di Wallenstein. La ricompensa imperiale fu il bastone di maresciallo, una grossa somma in fiorini e un feudo.
Come comandante imperiale si distinse a Nördlingen ma, pur essendo degno allievo militare del Wallenstein, si mostrò meno risolutivo nel concludere il conflitto. Dopo la bella vittoria sui francesi a Thionville, nel 1639 ottenne il titolo di consigliere imperiale e il titolo di duca di Amalfi dalla Spagna, ma non l'agognato comando dell'armata imperiale. Nel 1642 subì la sconfitta nella seconda battaglia di Breitenfeld, a seguito della quale passò per un certo periodo a servire sotto la Spagna, che lo gratificò stavolta con il collare del Toson d'oro.
Rientrato al servizio dell'imperatore, venne finalmente nominato comandante generale nell'esercito imperiale nel 1648, e con questo incarico chiuse il conflitto trentennale. Sfruttando le naturali competenze diplomatiche imparate in famiglia, fu il principale plenipotenziario imperiale nelle negoziazioni per la pace di Vestfalia e nel 1650 fu nominato principe di Hagenau.
Morirà ricco e potente nel 1656 senza eredi, dato un suo figlio Silvio Giuseppe fu assassinato dagli svedesi dopo la battaglia di Jankau del 1645.

## Discendenza
Ottavio sposò in prime nozze nel 1636 Marie Dorothée Caroline di Ligne, figlia del principe Alberto di Ligne. Nel maggio del 1651 sposò a Praga in seconde nozze la duchessa di Sassonia Maria Benigna Franziska von Sachsen-Lauenburg (1635-1701), figlia di Julius Heinrich Sachsen-Lauenburg (1586-1665), senza discendenza.